# Barber-Gletscher
Der Barber-Gletscher ist ein Gletscher an der Oates-Küste des ostantarktischen Viktorialands. Er fließt vom Mount Bruce in den Bowers Mountains nordwärts zur Somow-See, die er zwischen dem Mündungsgebiet des Stuhlinger-Piedmont-Gletschers und dem Rosenau Head erreicht. 
Das Gebiet wurde vom United States Geological Survey und mithilfe von Luftaufnahmen der United States Navy von 1960 bis 1962 kartografisch erfasst. Das Advisory Committee on Antarctic Names benannte den Gletscher nach Captain Don W. Barber, Offizier für Konstruktion und Ausrüstung der Antarktisflotte der United States Navy von 1967 bis 1968.